# Tatra T6A5
Tatra T6A5 — чешский высокопольный четырёхосный трамвайный вагон с электрооборудованием импульсного регулирования, выпускавшийся серийно предприятием АО «ЧКД Татра», Прага — Смихов с 1991 по 1998 год. Выпущено 296 вагонов этого типа. Эксплуатировались эти вагоны в Чехии (Прага, Брно, Острава) и Словакии (Братислава, Кошице), на Украине (Харьков, Киев, Каменское, Днепр (город)). Большинство вагонов продолжают эксплуатироваться и по сей день.

## История

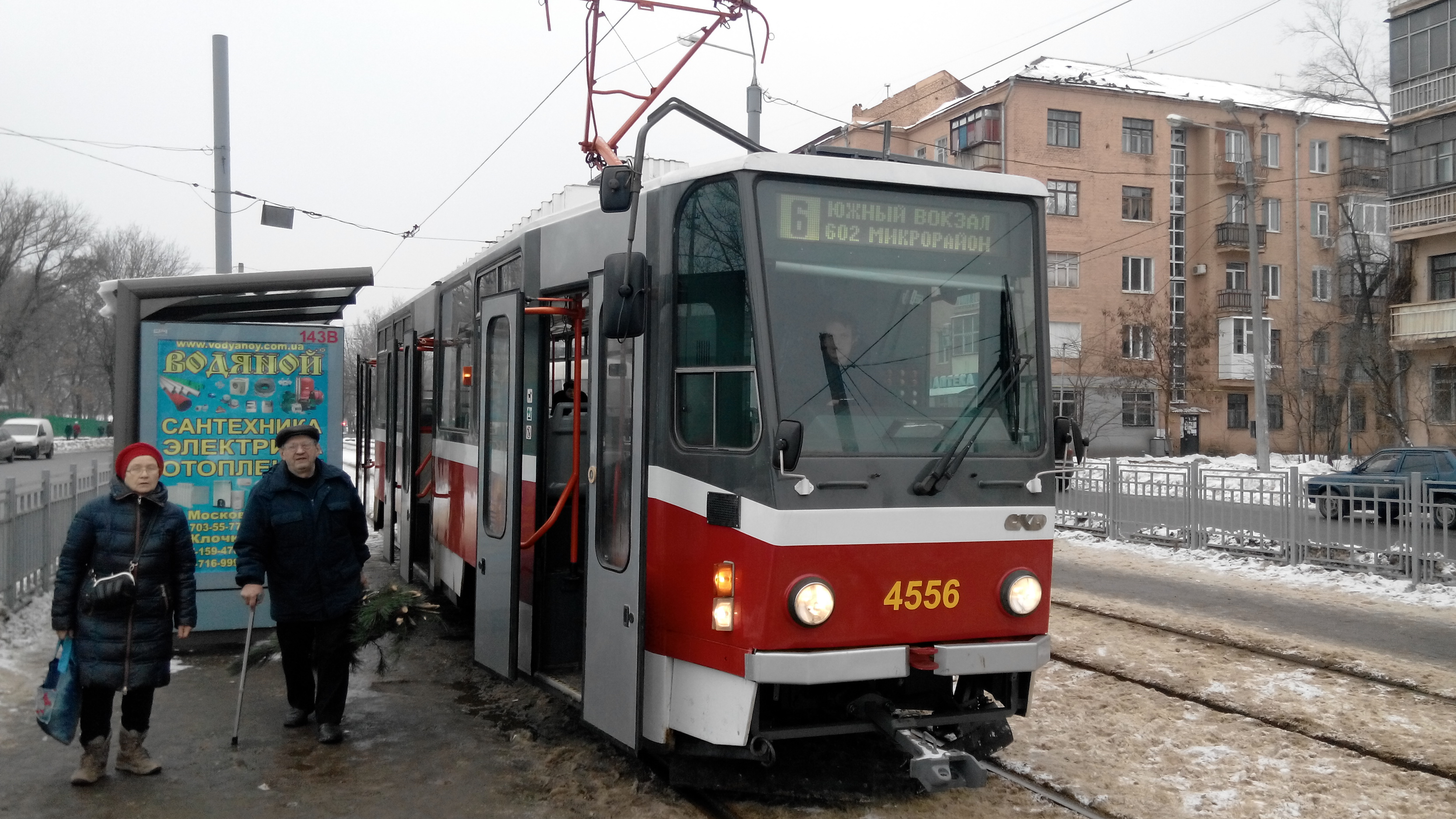
Tatra T6A5
в г. Харькове

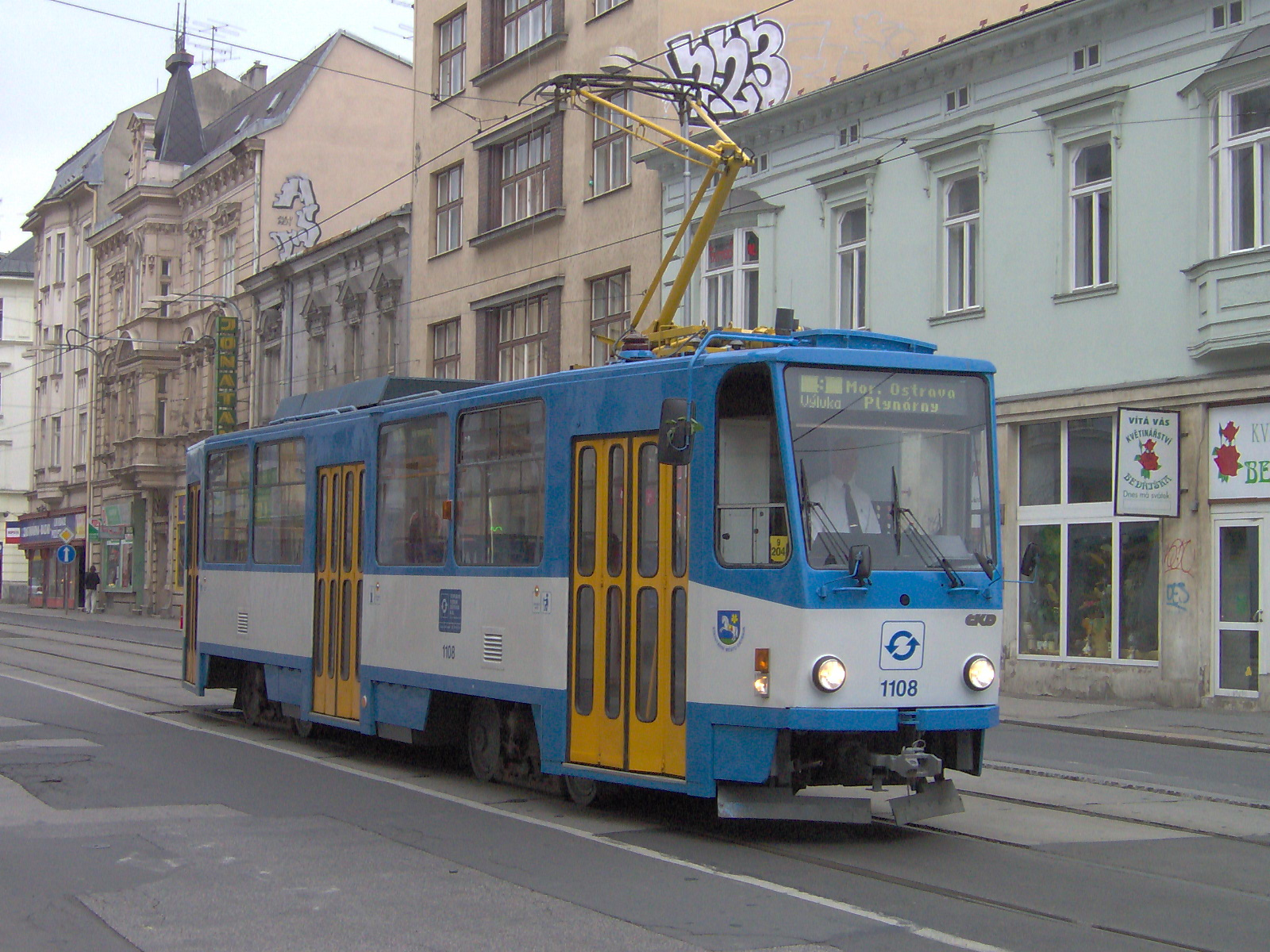
Классический T6A5 в Остраве

В течение 1980-х годов чехословацкие трамвайные хозяйства получали трамвайные вагоны Tatra T3, сконструированные в 1950-е — 1960-е годы. В 1980-х годах ЧКД уже имел проекты трамваев нового поколения, одним из примеров являлся вагон Татра KT8D5, который так и не был запущен в серийное производство до конца 1980-х годов. Для СССР была спроектирована и запущена в серийное производство модель T6B5, которая из-за своих габаритов не могла эксплуатироваться на узких улицах чехословацких городов. Для них ЧКД предлагал морально устаревшие T3 с реостатно-контакторной системой управления. После снятия с серийного производства модели T3 в 1987 году, для чехословацких хозяйств была разработана новая и уже давно ожидаемая модель трамвайных вагонов — T6A5.

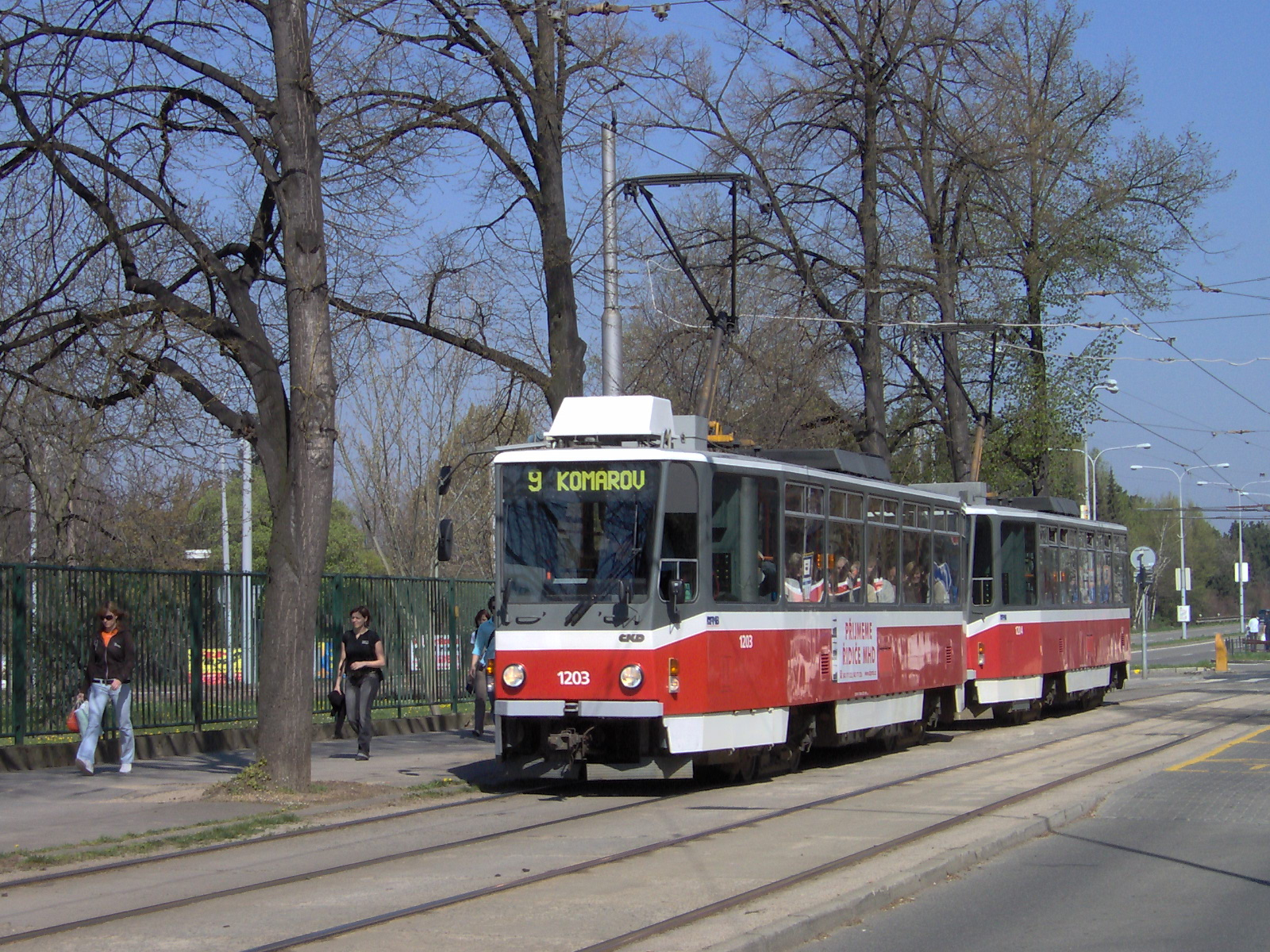
СМЕ в Брно из модернизированных T6A5

Трамвайный вагон T6A5 создавался специально для чехословацких трамвайных хозяйств (поэтому иногда встречается обозначение этого трамвайного вагона как T6A5 CS). Основным отличием этих трамвайных вагонов от вагонов T6A2, выпускаемых для ГДР, была ширина кузова. У T6A5 она составляла 2500 мм, а у T6A2 — 2200 мм. То есть, кузов T6A5 был аналогичен Т5С5, выпускавшимся для Венгрии, но не имел дверей на левом борту. Первым городом, получившим новые трамвайные вагоны стала Братислава. В 1992 году туда были отправлены из Праги 34 вагона T6A5. В этом же году словацкий город Кошице получил 30 трамвайных вагонов нового типа. В чешской столице Праге вагоны T6A5 в регулярной эксплуатации появились немного позже: в 1995 году. Следующими покупателями были Брно и Острава. Транспортные предприятия, эксплуатировавшие T6A5, постепенно модернизировали их в соответствии с западными стандартами: заменяли дверной механизм, устанавливали автоматические информационные системы на вагоны и новые сцепные механизмы. Так же была изменена стандартная заводская схема окраска на современную дизайнерскую схему окраску.

## Описание вагона

### Общее
Трамвайный вагон типа T6A5 — четырёхосный моторный трамвайный вагон, предназначенный для движения в одном направлении. Трамвайные вагоны могут эксплуатироваться самостоятельно или в составе поезда из двух или трёх вагонов по системе многих единиц (СМЕ). Эксплуатация с прицепными вагонами не разрешается.

### Тележка
Конструкция тележки гарантирует надёжную эксплуатацию в полном диапазоне скоростей и различной нагрузки. Конструкция тележки обеспечивает удобную езду с точки зрения пассажиров и водителя. Основой тележки является рама, сваренная из пустотелых балок и отлитых концевых заделок. В тележке размещены два тяговых двигателя, ось которых параллельна продольной оси тележки. Перенос мощности с тягового двигателя на ось осуществляется с помощью карданного вала и двухступенчатого редуктора. Рессорное подвешивание выполнено из витых пружин с резиновыми концевыми упорами и дополнено гидравлическими амортизаторами, размещёнными между люлькой и рамой тележки. Колея 1000 мм, 1435 мм. 
Вагон оснащён электродинамическим, механическим дисковым и рельсовым электромагнитным тормозами.

### Кузов вагона

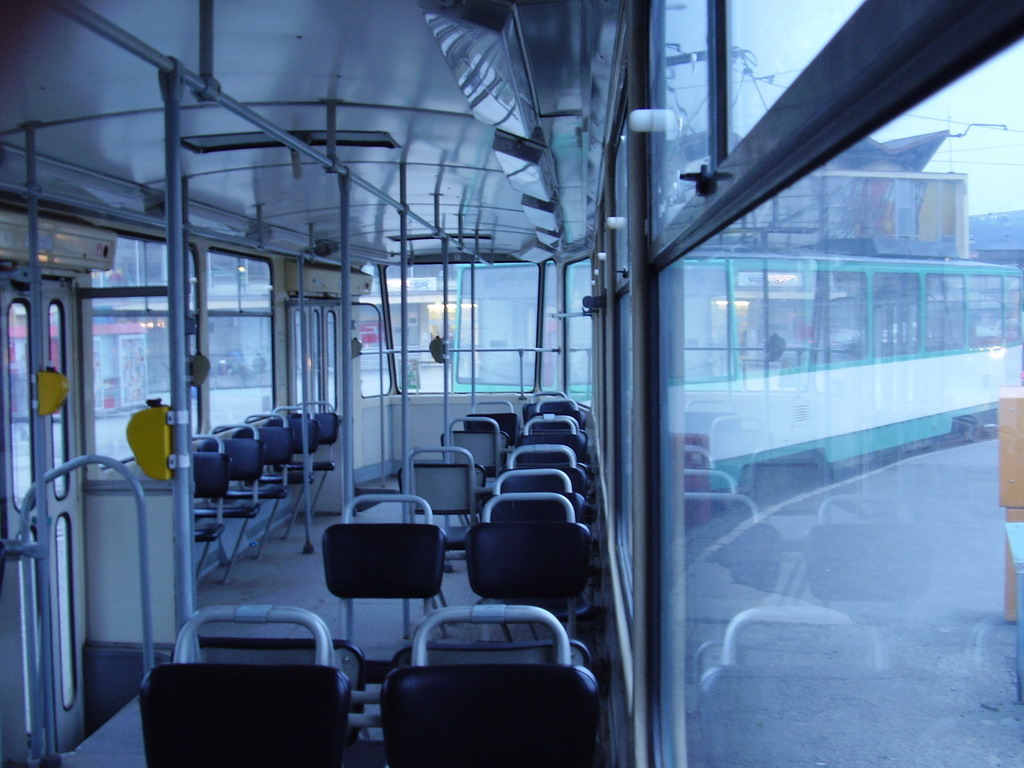
Классический салон T6A5

Кузов вагона стальной, цельносварной из прокатных и прессованных профилей с облицовкой из гладкой стальной жести. Облицовочная жесть с внутренней стороны снабжена антикоррозийным покрытием и покрытием против шума.
Пол вагона изготовлен из водостойкой фанеры, на которую наклеено нескользящее резиновое покрытие. С целью доступа к кабелям средняя часть пола — съёмная.
Вагон оснащён тремя четырёхстворчатыми складными или двустворчатыми прислонно-сдвижными дверями. Управление дверями электромеханическое, механизм управления помещён в шкафчике над дверями. Механизм дверей оснащён фрикционной муфтой.
Все окна вагона изготовлены из безопасного стекла и крепятся в резиновых профилях.
Вагоны оснащены удобными сиденьями. Для более лёгкой очистки вагона под сиденьями оставлено свободное пространство (кроме песочниц и разъединителя батареи). Вентиляция пассажирского салона естественная с помощью вентиляционных люков в крыше вагона и открываемых окон. Отопление салона вагона производится с помощью электрических отопительных корпусов, размещённых в боковых каналах кузова вагона и питаемых от высоковольтной сети. Регуляция отопления двухступенчатая.
Освещение салона для пассажиров люминесцентное, питаемое из аккумуляторной батареи с помощью индивидуальных транзисторных преобразователей. Внешнее освещение вагона выполняется лампами накаливания.

### Место водителя
Место водителя вагона T6A5 представляет собой замкнутую кабину, размещённую в передней части вагона. Отделяющая стенка кабины в её верхней части остеклённая и снабжена сдвижной запираемой дверью. Большие лобовые окна обеспечивают водителю широкую зону видимости. Обитое сиденье водителя регулируется как вдоль, так и по высоте. Размещение контрольных элементов, элементов управления и измерительных приборов спроектировано с учётом требований эргономики. С целью обеспечения хорошей видимости при неблагоприятной погоде, на стёклах кабины помещены «дворники» с электрическим приводом и обрызгиватель. Вентиляция места водителя производится вентилятором калорифера и дополнительным вентилятором. Отопление кабины водителя производится тёплым воздухом из калорифера.

### Электрооборудование
Трамвайный вагон оснащён тиристорно-импульсной системой управления TV 3. Тяговые двигатели отдельных тележек соединены последовательно; при разгоне и торможении они управляются одним тиристорно-импульсным преобразователем. Разгон и торможение вагона обеспечиваются электронным регулятором, который независимо управляет токами обеих групп двигателей. Источниками питания цепей управления и вспомогательных цепей служит статический преобразователь и аккумуляторная батарея. Трамвай оснащён системой защиты от буксования и юза, обеспечивающей быстрое выравнивание разницы окружных скоростей ведущих колёс. Из-за особенностей габарита кузова контакторные рамы размещены под вагоном и обслуживание оборудования возможно только из смотровой канавы.

## Статистика
С 1991 года до 1998 года было выпущено 296 трамвайных вагонов T6A5.

### Чехия
| Город   | Тип    | Годы выпуска | Количество | Парковые номера | Комментарии                                                                              |
| ------- | ------ | ------------ | ---------- | --------------- | ---------------------------------------------------------------------------------------- |
| Брно    | T6A5   | 1996         | 20         | 1201—1220       |                                                                                          |
| Острава | T6A5   | 1994—1998    | 38         | 1101—1138       | Выведены из эксплуатации в 2023 ожидается передача в Конотоп , вагон 1135 продан в Днепр |
| Прага   | T6A5   | 1995—1997    | 78         |                 | Выведены из эксплуатации в 2021 проданы в Киев, Харьков, Каменское, София                |
|         | T6A5   | 1995—1997    | 150        | 8601—8750       | С 2016 года отставляются от работы и продаются                                           |
|         | T6A5.3 | 1998         | 1          | 8600            | Модернизация трамвайного вагона T3 с установкой кузова T6A5 и электрооснастки TV14       |

### Словакия
| Город      | Тип  | Годы выпуска | Количество | Парковые номера | Комментарии |
| ---------- | ---- | ------------ | ---------- | --------------- | ----------- |
| Братислава | T6A5 | 1991—2006    | 58         | 7901—7958       |             |
| Кошице     | T6A5 | 1992—1993    | 30         | 600—629         |             |

### Болгария
| Город | Тип  | Годы выпуска | Количество | Парковые номера | Комментарии                                             |
| ----- | ---- | ------------ | ---------- | --------------- | ------------------------------------------------------- |
| София | T6A5 | 1995—1997    | 53         | 4140—4193       | Поставлены б/у из Праги в 2016, 2017, 2019 и 2020 году. |

### Украина
| Город     | Тип  | Годы выпуска     | Количество | Парковые номера | Комментарии |
| --------- | ---- | ---------------- | ---------- | --- | --- |
| Харьков   | T6A5 | 1995, 1996, 1997 | 25         | 4519, 4520, 4523, 4532, 4534, 4543, 4547, 4556, 4553, 4563, 8611, 8637, 8658, 8670, 8679, 8682, 8695, 8704, 8711, 8716, 8731, 8739, 8744, 8747, 8748 | Приобретены б/у из Праги в 2016 году, оформляются как капитальный ремонт вагонов Т6Б5. Использованы тележки Т6В5. Почти все вагоны из первой десятки пострадали от обстрелов в 2022 году, на ходу остался только 4547. В 2022-2023 году в городе начало работать еще 15 вагонов из Праги, предоставленные как гуманитарная помощь. |
| Киев      | T6A5 | 1995, 1996, 1997 | 7          | 005, 027, 060, 309, 315, 316, 317 | Приобретёны б/у из Праги в 2017—2018 годах, оформляются как капитальный ремонт вагонов Т6Б5. Использованы тележки Т6В5 |
| Каменское | T6A5 | 1995, 1997       | 8          | 2020-2027 | Приобретены б/у из Праги в 2020 году |
| Днепр     | Т6А5 | 1997             | 1          | 1384 | Приобретён из Остравы в 2021 году . Раньше в Остраве работал по СМЕ 1135(1384)+1131 |